# اردک نوک‌آبی
اردک نوک‌آبی (نام علمی: Oxyura australis) نام یک گونه از خانواده مرغابیان است.

## نگارخانه

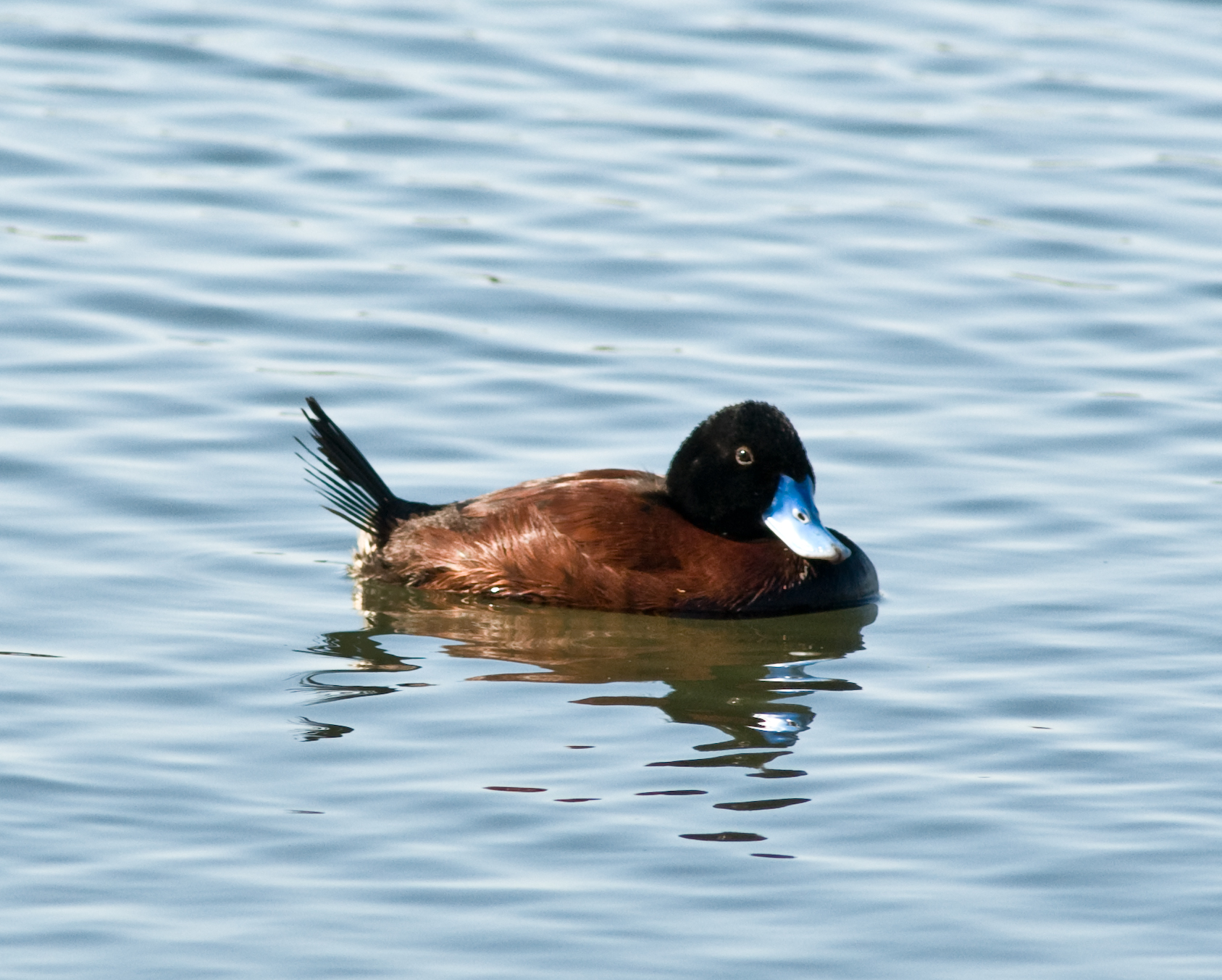
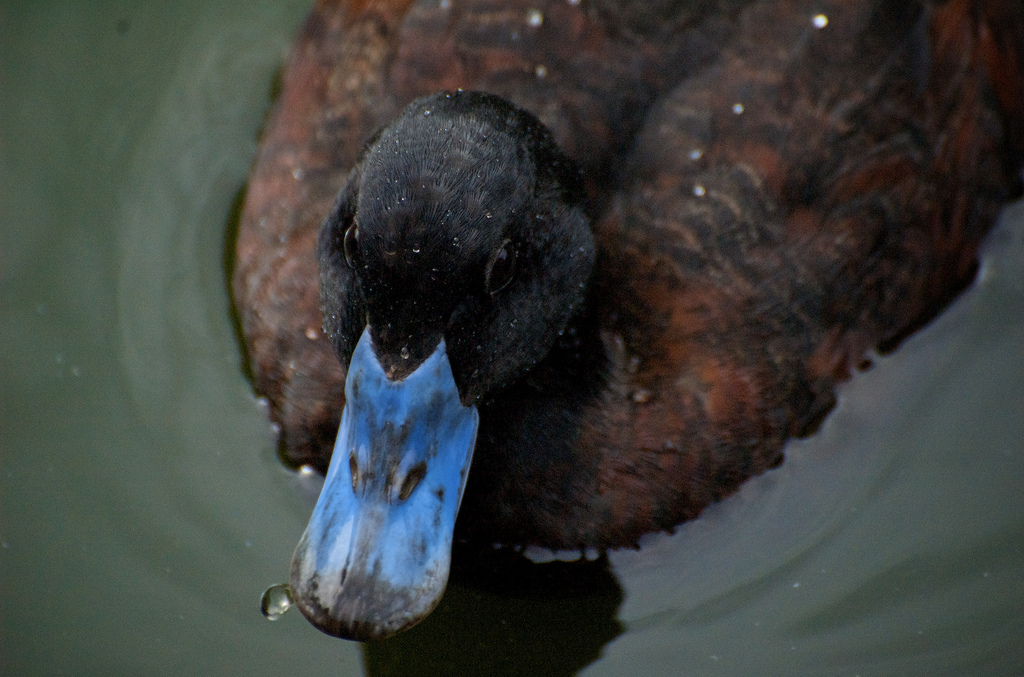